# Cascajalská deska

Znaky na Cascajalské desce

Cascajalská deska je serpentinitová deska s nápisem s šedesáti dvěma nerozluštěnými znaky snad vytvořená Olméky. Deska váží 11.5 kg, má rozměry 36 cm × 21 cm × 13 cm. Nalezena byla na konci 90. let ve vesnici Lomas de Tacamichapan v mexickém státu Veracruz a podrobnosti o ni byly publikovány roku 2006.
Autoři, kteří publikovali podrobnosti o desce, dospěli k závažnému zjištění, že by znaky mohly být glyfy dosud neznámého olméckého hieroglyfického písma. Desku je řazena do olmécké chronologické fáze okolo roku 900 př. n. l., přičemž nejstarší písmo Zapotéků se datuje okolo roku 500 př. n. l., olmécké hieroglyfy by pak byly nejstarším mezoamerickým písmem a nejstarším písemným systémem v Novém světě.